# My Turn (Tanya Tucker)
My Turn è un album in studio della cantante di musica country statunitense Tanya Tucker, pubblicato nel 2009.
Si tratta di un album di cover.

## Tracce
1. Wine Me Up – 2:38 (Bill Deaton, Faron Young) – Faron Young cover
2. Lovesick Blues – 2:49 (Cliff Friend, Irving Mills) – Emmett Miller cover
3. Love's Gonna Live Here (with Jim Lauderdale) – 2:26 (Buck Owens) – Buck Owens cover
4. Crazy Arms – 2:49 (Ralph Mooney, Chuck Seals) – Ray Price cover
5. After the Fire Is Gone – 2:38 (L.E. White) – Loretta Lynn & Conway Twitty cover
6. Is Anybody Goin' to San Antone – 2:37 (Dave Kirby, Glenn Martin) – Charley Pride cover
7. I Love You a Thousand Ways – 2:38 (Jim Beck, Lefty Frizzell) – Lefty Frizzell cover
8. Big, Big Love – 2:58 (Ray Carroll, Wynn Stewart) – Wynn Stewart cover
9. Walk Through This World with Me – 2:38 (Sandy Seamons, Katy Savage) – George Jones cover
10. Oh Lonesome Me – 2:41 (Don Gibson) – Don Gibson cover
11. You Don't Know Me – 2:38 (Cindy Walker) – Eddy Arnold cover
12. Ramblin' Fever – 4:20 (Merle Haggard) – Merle Haggard cover